# فيليبي سيمور
فيليبي سيمور (بالإسبانية: Felipe Seymour)‏ (23 يوليو 1987 بسانتياغو في تشيلي - ) هو لاعب كرة قدم تشيلي في مركز الوسط. شارك مع منتخب تشيلي لكرة القدم. أما مع النوادي، فقد لعب مع كييفو فيرونا ونادي أونيفرسيداد دي تشيلي ونادي جنوى ونادي سبيزيا ونادي فاسكو دا غاما ونادي كاتانيا ونادي كروزيرو.

## وصلات خارجية
- فيليبي سيمور على موقع قاعدة بيانات كرة القدم.إي يو (الإنجليزية)
- فيليبي سيمور على موقع ناشيونال فوتبول تيمز (الإنجليزية)
- فيليبي سيمور على موقع Soccerway.com (الإنجليزية)
- فيليبي سيمور على موقع عالم كرة القدم.نت (الإنجليزية)
- فيليبي سيمور على موقع AS.com (الإسبانية)